# Halowe Mistrzostwa Europy w Lekkoatletyce 1983 – bieg na 60 m kobiet
Bieg na 60 metrów kobiet – jedna z konkurencji biegowych rozgrywanych podczas halowych lekkoatletycznych mistrzostw Europy w Sportscsarnok w Budapeszcie. Eliminacje i bieg finałowy zostały rozegrane 6 marca 1983. Zwyciężyła reprezentantka Niemieckiej Republiki Demokratycznej Marlies Göhr, która tym samym obroniła tytuł zdobyty na poprzednich mistrzostwach.

## Rezultaty

### Eliminacje
Rozegrano 2 biegi eliminacyjne, do których przystąpiło 11 biegaczek. Awans do finału dawało zajęcie jednego z pierwszych dwóch miejsc w swoim biegu (Q). Skład finału uzupełniły dwie zawodniczki z najlepszym czasem wśród przegranych (q).
Opracowano na podstawie materiału źródłowego.
Bieg 1
| Miejsce | Zawodniczka       | Czas | Uwagi |
| ------- | ----------------- | ---- | ----- |
| 1       | Silke Gladisch    | 7,26 | Q     |
| 2       | Beverly Kinch     | 7,31 | Q     |
| 3       | Bärbel Schölzel   | 7,35 | q     |
| 4       | Štěpánka Sokolová | 7,43 |       |
| 5       | Laurence Bily     | 7,46 |       |
| 6       | Laura Miano       | 7,52 |       |

Bieg 2
| Miejsce | Zawodniczka            | Czas | Uwagi |
| ------- | ---------------------- | ---- | ----- |
| 1       | Marlies Göhr           | 7,20 | Q     |
| 2       | Marisa Masullo         | 7,23 | Q     |
| 3       | Marie-Christine Cazier | 7,30 | q     |
| 4       | Sabine Klösters        | 7,42 |       |
| 5       | Semra Aksu             | 7,82 |       |

### Finał
Opracowano na podstawie materiału źródłowego.
| Miejsce | Zawodniczka            | Czas | Uwagi |
| ------- | ---------------------- | ---- | ----- |
| 1       | Marlies Göhr           | 7,09 | CR    |
| 2       | Silke Gladisch         | 7,12 |       |
| 3       | Marisa Masullo         | 7,19 | NR    |
| 4       | Beverly Kinch          | 7,19 |       |
| 5       | Bärbel Schölzel        | 7,24 |       |
| 6       | Marie-Christine Cazier | 7,38 |       |